# کنستانتینوفکا (شهرستان کارماسکالینسکی، باشقیرستان)
کنستانتینوفکا (انگلیسی: Konstantinovka, Karmaskalinsky District, Republic of Bashkortostan) یک شهرک در شهرستان کارماسکالینسکی استان باشقیرستان کشور روسیه است.